# TVI
A TVI (Televisão Independente) é um canal de televisão português em sinal aberto (free-to-air) 
As emissões regulares do canal iniciaram-se a 20 de Fevereiro de 1993 como o segundo canal privado e o quarto generalista, que nessa altura tinha o nome de "o imparável", por ser o 4º canal de televisão.
No decorrer do ano de 2012, lentamente chegando a todo o Portugal Continental, Madeira e Açores, através de uma rede própria de emissores. Cerca de um ano depois, a emissão chegou aos arquipélagos da Madeira e dos Açores, através da televisão por cabo.
Além da TVI, a Média Capital possui o V+, TVI Reality, TVI Internacional, a CNN Portugal (que substituiu o TVI24), a TVI África, o canal FAST TVI Ficção e a plataforma TVI Player, integrada no site da TVI.
As novelas e séries da TVI estão ou já estiveram presentes em mais de 10 países. Com as plataformas de streaming a ganharem cada vez mais força na oferta de conteúdos, e em 2021 a TVI tornou-se no primeiro canal de televisão português com presença na plataforma HBO.

## História

### Mudança de formato 4:3 para 16:9
A TVI emitiu a sua programação no formato 4:3 até 2015, apesar de anteriormente ter sido reconhecida como a primeira estação a implementar o sistema PALplus, em 1994, abandonando-o em 1997. A partir de Outubro de 2015 que todos os canais (incluindo a TVI generalista) passaram a emitir em 16:9.

### Críticas à possível fusão Cofina com a TVI
Em outubro de 2019, jornalistas e comentadores da Sociedade Independente de Comunicação (SIC) criticaram a possível fusão Cofina/TVI.  Pedro Marques Lopes, um dos comentarista 
Eixo do Mal, escreveu no Twitter: 
"No dia em que o país está de luto por Freitas do Amaral, o jornal do principal grupo de comunicação social portuguesa (Media Capital + Cofina) enche a primeira página com ‘Vibradores tramam pedófilo arrependido'."
Daniel Oliveira, outro comentador do Eixo do Mal, disse que "o mais poderoso grupo de media português passará a estar nas mãos de um grupo que se dedica ao jornalismo sensacionalista e que tem uma agenda política clara. A compra da TVI pela Cofina é, em décadas, dos momentos mais determinantes para a nossa democracia". O jornalista Pedro Coelho, questionou: 
"Imaginem o efeito que teria num qualquer país se uma pequeníssima televisão tabloide tomasse conta de um canal nacional que foi 19 anos líder de audiências?'"
 A Anacom deu parecer favorável, autorizando que a Cofina compre a TVI em Novembro de 2019. Em Dezembro de 2019, cerca de cem trabalhadores da TVI protestaram contra a "incerteza" dos seus postos de trabalho com a venda do veículo de media. Em Março de 2020, a Cofina anunciou o cancelamento da compra.

## Direção
| Cargo                                           | Pessoa                                                    |
| ----------------------------------------------- | --------------------------------------------------------- |
| Diretor Geral                                   | José Eduardo Moniz                                        |
| Diretor-Geral Adjunto                           | Hugo Andrade                                              |
| Diretora de Entretenimento e Ficção             | Cristina Ferreira                                         |
| Diretores Executivos de Entretenimento e Ficção | João Patrício, André Manso e Lurdes Guerreiro             |
| Diretor de Antena                               | Carlos Barata                                             |
| Diretor Criativo e de Inovação                  | Filipe Terruta                                            |
| Diretor de Novos Conteúdos                      | Anselmo Crespo                                            |
| Diretor de Comunicação                          | Ricardo Sampaio Maia                                      |
| Diretor de Informação                           | Nuno Santos                                               |
| Diretores Executivos de Informação              | Frederico Roque de Pinho e Pedro Santos Guerreiro         |
| Subdiretores de Informação                      | Raquel Matos Cruz, Paula Oliveira e Joaquim Sousa Martins |

## Cronologia
Alguns dos acontecimentos mais importantes da estação de televisão:
| Ano  | Notas |
| ---- | --- |
| 1993 | Início das emissões regulares no dia 20 de Fevereiro, como a segunda estação de televisão privada em Portugal. |
| 1994 | A TVI chega a todo o país (continente e ilhas) em Outubro. Chega a Portugal pela mão da TVI o formato 16:9. É abandonado em 1996. |
| 1997 | O grupo Media Capital entra no capital social da TVI, ao comprar 30 por cento da estação, tendo Miguel Paes do Amaral assumido a presidência do grupo. |
| 1997 | A estação instala-se em Queluz de Baixo, unindo programação e informação. Até então, a primeira funcionava no edifício Altejo e a redacção no antigo cinema Berna, ambos em Lisboa. |
| 1998 | José Eduardo Moniz torna-se director-geral da TVI. A Igreja Católica deixa a TVI. |
| 2000 | Surge a presença na Internet com a TVI Online. |
| 2000 | A TVI começa a lutar pela liderança das audiências com a aposta em reality shows e na ficção nacional nomeadamente em telenovelas e séries portuguesas. |
| 2001 | Início das transmissões do canal TVI Eventos, a 18 de Outubro, para a transmissão de vários reality shows. A transmissão deste canal terminou em 2004. |
| 2001 | Em 2001, a TVI torna-se, pela primeira vez na sua história, líder em prime-time e nos anos seguintes começa a ultrapassar SIC mensalmente nas audiências do dia, até chegar á liderança absoluta |
| 2005 | O Grupo Prisa assume oficialmente em Novembro desse ano o estatuto de accionista principal do grupo Media Capital. |
| 2005 | A TVI torna-se pela primeira vez líder absoluta de audiências no período chamado all-day (entre as 7h e as 2h30), tendo ultrapassado a SIC, após 10 anos de liderança consecutiva. |
| 2008 | No dia 7 de Junho, obtém a sua Maior audiência diária de sempre durante o jogo Portugal-Turquia, no Euro 2008. |
| 2009 | A TVI lança o seu canal de notícias para o cabo o TVI24, a 26 de Fevereiro |
| 2009 | José Eduardo Moniz sai da TVI. |
| 2010 | Início das emissões da TVI Internacional, a 30 de Maio, com o objetivo de chegar à vasta comunidade portuguesa espalhada pelo mundo, assim como, aos países de língua oficial portuguesa. |
| 2010 | Início das emissões da TVI Direct, lançado a 4 de Outubro, criada especificamente para a transmissão durante 24 horas por dia do reality show Secret Story - Casa dos Segredos. |
| 2010 | A telenovela Meu Amor da TVI é a primeira portuguesa nomeada e vencedora dos Prémios Emmy Internacional, na categoria de Melhor Telenovela. |
| 2011 | José Fragoso, José Alberto Carvalho e Judite de Sousa, todos vindos da RTP, tornam-se respectivamente Director-Geral, Director de Informação e Directora-Adjunta de Informação da TVI. |
| 2011 | A TVI e a Plural Entertainment inauguram a Cidade dos Sonhos na Quinta dos Melos. |
| 2012 | A TVI altera o seu slogan para "Juntos criamos a sua televisão" (numa campanha institucional especial da Media Capital). |
| 2012 | A 15 de Outubro, lança o canal cabo TVI Ficção no MEO, dedicado exclusivamente à ficção nacional. |
| 2013 | A 25 de Janeiro, lança o canal cabo +TVI, na NOS, dedicado ao entretenimento. |
| 2013 | A 20 de Fevereiro, a TVI celebra o seu 20.º aniversário. |
| 2014 | No dia do seu 21.º aniversário, muda o separador e muda ligeiramente seu logótipo. A Media Capital nomeia Bruno Santos como diretor de programas da TVI. |
| 2014 | José Eduardo Moniz regressa à TVI como consultor de ficção. |
| 2015 | José Eduardo Moniz acumula mais funções e passa a prestar serviços de consultoria sobre toda a programação da TVI, excetuando na área de Informação. |
| 2015 | A 3 de Junho, lança a nova plataforma digital TVI Player, com acesso a conteúdo em direto e on demand de todos os canais do universo TVI. |
| 2015 | A 3 de Outubro, todos os canais do universo TVI passaram a transmitir no formato 16:9, abandonando o 4:3. No mesmo dia, dá início à emissão dos canais TVI África e TVI Reality. |
| 2015 | A 15 de Março começa a telenovela A Única Mulher que viria a ser uma das novelas com mais episódios da TVI, chegando a acabar em 2017, a razão foi o seu grande sucesso que marcou Portugal. |
| 2015 | A 1 de Dezembro, é encerrada a emissão do canal temático +TVI. |
| 2017 | A 20 de Fevereiro, a TVI dá uma mudança gráfica radical. Sendo assim, abandona o seu logótipo em esfera 16 anos depois e passa a ter como logótipo "TVI". O renovado estúdio de informação também entrou no dia em que se assinalou o 24.º aniversário, com a presença de Marcelo Rebelo de Sousa, atual Presidente da República e figura histórica do canal. A 13 de Março estreia o Apanha se Puderes com a apresentação de Cristina Ferreira e Pedro Teixeira, um programa que rebentou em audiência e colocou a TVI na liderança ao Finais de Tarde |
| 2018 | A novela Ouro Verde da TVI é a terceira telenovela portuguesa (segunda da TVI) vencedora dos Prémios Emmy Internacional, na categoria de Melhor Telenovela. |
| 2019 | Em Fevereiro, foi o seu último mês de liderança após 150 meses de liderança consecutiva. |
| 2019 | A 30 de Setembro, todos os canais do universo TVI emitidos em território nacional começaram a emitir em HD nativo. |
| 2020 | A 1 de Maio de 2020, o Grupo PRISA vende 30,22% da sua participação na empresa à Pluris Investments de Mário Ferreira ficando com 64,69%. |
| 2020 | Em meados de Junho de 2020, as emissões do canal TVI África são interrompidas, sendo que mais tarde, o canal foi substituído pela TVI Internacional. |
| 2020 | A 13 de Setembro de 2020 a TVI estreia um novo grafismo acompanhado do novo slogan "Está nas nossas vidas". A mudança aconteceu às 20h, no mesmo dia em que a informação é renovada. Cristina Ferreira regressa à TVI como diretora de entretenimento e ficção e Teresa Guilherme regressa à TVI com a estreia do Big Brother - A Revolução. |
| 2020 | A 3 de Novembro o Grupo PRISA conclui a venda da participação dos restantes 64,69% da Media Capital, saindo da TVI depois de 15 anos como principal Acionista. |
| 2021 | O daytime da TVI muda completamente com a estreia dos programas Dois às 10 e Goucha substituindo o Você na TV! e a A Tarde É Sua, respetivamente. |
| 2021 | No dia 12 de Setembro, Com a estreia da oitava edição do Big Brother a TVI adquiriu nessa noite um total de 1.500.000 de espectadores. |
| 2021 | A 31 de Dezembro a TVI acaba o ano como líder do dia , na passagem de ano o Big Brother foi líder com 1.100.000 espectadores, e também foi divulgado que a estação foi líder 31 dias de 2021. |
| 2022 | O canal começa o ano a liderar na ficção nacional com as novelas Festa É Festa e Quero É Viver. |
| 2022 | José Eduardo Moniz regressa ao cargo de director-geral da TVI. |
| 2022 | Pela Primeira vez em quase 30 anos, a TVI transmite um Campeonato mundial de futebol, sem ser jogos de qualificação ou preparação, transmitindo 3 jogos da fase de grupos, 2 das oitavas, 1 dos quartos e 1 das meias-finais. Tendo começado a transmissão do mundial com o jogo Portugal - Gana, que foi o primeiro jogo da seleção portuguesa no mundial de 2022, e que foi o único jogo de Portugal transmitido pela estação. |
| 2023 | A 1 de Janeiro de 2023, a TVI deu início às celebrações do seu 30° aniversário, com novos grafismos e um logotipo dedicado aos 30 anos do canal. Ainda em Janeiro, a TVI estreou um novo slogan, titulado de “Temos Tudo a Ver” |
| 2023 | A 19 de Fevereiro, a TVI transmite a sua gala dos 30 anos da estação. Que contou com várias recordações e até mesmo estrelas que abandonaram o canal. o direto foi transmitido a partir da aula magna, na universidade de Lisboa, e contou com um pico máximo de 1,6 milhões de espectadores. Neste dia também foi transmitida a última emissão do Jornal das 8, que esteve 11 anos no ar. No dia seguinte, 20 de Fevereiro, a TVI celebra 30 anos com uma grande festa, e é acontecida a grande estreia do Jornal Nacional, que regressou à estação devido aos 30 anos do canal, após o seu fim em 2011, altura em que deu lugar ao Jornal das 8. A estação ainda aproveitou o dia de aniversário para estrear um novo estúdio de informação, e um novo grafismo (na mesma dedicado aos 30 anos do canal) Ainda com mudanças na informação, a 21 de Fevereiro, o Jornal da Uma termina após 20 anos de emissão e da lugar ao TVI Jornal que regressou à estação após a sua passagem entre 1998 e 2003. Esta foi outra grande mudança na TVI feita por José Eduardo Moniz desde de que regressou ao posto de diretor geral na estação |
| 2024 | Com a estreia da novela Cacau e da exibição do Big Brother - Desafio Final 2, a TVI começa em Fevereiro de 2024 a liderar as audiências diárias acabando por vencer as audiências do mês após 60 meses consecutivos de liderança da SIC. 19 de Março - Júlio Magalhães "suspendeu voluntariamente" tarefas na TVI por ser um dos visados na Operação Maestro. O TVI Jornal (13:00) contaria só com Sara Pinto. No verão, a TVI torna-se o primeiro canal de televisão português em sinal aberto a utilizar promos feitas exclusivamente através de inteligência artificial generativa. |
| 2025 | Seis meses após o seu encerramento, TVI Ficção regressa, desta vez apenas como canal FAST, sendo o canal disponibilizado no TVI Player. O canal generalista TVI Internacional e o canal de entretenimento TVI África passam também a integrar a oferta gratuita do TVI Player em Portugal. Em Março perdeu a liderança mensal de audiências novamente para a rival SIC, depois de 14 meses de liderança consecutiva. |

## Apresentadores

### Atuais apresentadores
| Apresentador          | Anos            |
| --------------------- | --------------- |
| Manuel Luís Goucha    | 1993            |
| Manuel Luís Goucha    | 2002 - presente |
| Fernanda Serrano      | 1999 - 2003     |
| Fernanda Serrano      | 2012            |
| Fernanda Serrano      | 2019 - presente |
| Iva Domingues         | 2000 - 2018     |
| Iva Domingues         | 2020 - presente |
| Cristina Ferreira     | 2002 - 2018     |
| Cristina Ferreira     | 2020 - presente |
| Cláudio Ramos         | 2003            |
| Cláudio Ramos         | 2020 - presente |
| Mónica Jardim         | 2004 - presente |
| Marta Cardoso         | 2010 - 2019     |
| Marta Cardoso         | 2021 - presente |
| Nuno Eiró             | 2011 - 2016     |
| Nuno Eiró             | 2021 - presente |
| Pedro Teixeira        | 2014 - presente |
| João Montez           | 2014 - presente |
| Sérgio Ferreira       | 2015 - presente |
| João Valentim         | 2016 - 2018     |
| João Valentim         | 2020 - presente |
| Alice Alves           | 2017 - presente |
| Carlos Mendes         | 2018 - presente |
| Maria Cerqueira Gomes | 2019 - presente |
| Flávio Furtado        | 2019            |
| Flávio Furtado        | 2023 - presente |
| Ana Guiomar           | 2020            |
| Ana Guiomar           | 2022 - presente |
| Mafalda de Castro     | 2020 - presente |
| Maria Botelho Moniz   | 2020 - presente |
| Susana Pinto          | 2021 - presente |
| Ana Rita Clara        | 2021 - presente |
| José Lopes            | 2021 - presente |
| Mafalda Veiga         | 2023 - presente |
| Idevor Mendonça       | 2023 - presente |
| Rafaela Granado       | 2023 - presente |
| João Patrício         | 2024 - presente |
| Inês Brás             | 2024 - presente |

### Antigos apresentadores
| Apresentador            | Anos        |
| ----------------------- | ----------- |
| Júlio Isidro            | 1993 - 1997 |
| Olga Cardoso            | 1993 - 1995 |
| Margarida Reis          | 1993        |
| Lauro António           | 1993 - 1999 |
| Mila Ferreira           | 1993 - 1996 |
| Rogério Samora          | 1993 - 1995 |
| Carlos Alberto Moniz    | 1993 - 1994 |
| António Vaz Pinto       | 1993 - 1994 |
| Carla Caldeira          | 1993 - 1994 |
| Padre António Rego      | 1993 - 2016 |
| Rosa Lobato de Faria    | 1993        |
| Bárbara Guimarães       | 1994 - 1997 |
| João Baião              | 1994        |
| António Branco          | 1994 - 2007 |
| Paulo Guilherme         | 1994 - 2002 |
| Cristina Caras Lindas   | 1994 - 1997 |
| Cristina Caras Lindas   | 1999 - 2001 |
| Nuno Graciano           | 1994 - 1996 |
| Rita Stock              | 1994 - 1995 |
| Rita Ribeiro            | 1994 - 1995 |
| Nunes Forte             | 1994        |
| Paulo Matos             | 1994        |
| Susana Santos           | 1994        |
| Cristina Valente        | 1994        |
| Julie Sergeant          | 1994        |
| Adelaide de Sousa       | 1994        |
| Maria de Lima           | 1994 - 1998 |
| António Cordeiro        | 1994 - 1998 |
| Carlos Cunha            | 1994        |
| Fernanda Mestrinho      | 1995 - 1996 |
| Ana Zanatti             | 1996        |
| Joaquim de Almeida      | 1996        |
| Diogo Infante           | 1996        |
| Clara Pinto Correia     | 1996        |
| Carlos Cruz             | 1996        |
| Fernando Alvim          | 1998 - 1999 |
| Vanda Miranda           | 1998 - 1999 |
| Paula Castelar          | 1999 - 2004 |
| Pedro Miguel Ramos      | 1999 - 2004 |
| Ana Paula Reis          | 1999 - 2000 |
| Nuno Homem de Sá        | 1999 - 2000 |
| João Melo               | 1999 - 2000 |
| Cristina Möhler         | 1999 - 2000 |
| Cristina Möhler         | 2004        |
| Sónia Brazão            | 1999 - 2000 |
| Rute Marques            | 1999 - 2000 |
| Roberto Leal            | 1999 - 2001 |
| Teresa Guilherme        | 2000 - 2004 |
| Teresa Guilherme        | 2011 - 2018 |
| Teresa Guilherme        | 2020 - 2021 |
| Carlos Ribeiro          | 2000 - 2006 |
| Carlos Ribeiro          | 2020        |
| Luísa Castel-Branco     | 2000 - 2001 |
| Rita Seguro             | 2000 - 2010 |
| Diogo Morgado           | 2000        |
| Paulo Salvador          | 2001        |
| Ana Malhoa              | 2002        |
| Ana Malhoa              | 2022 - 2023 |
| Sofia Alves             | 2002        |
| Rita Salema             | 2002        |
| Rui Vasco Neto          | 2002 - 2005 |
| Júlia Pinheiro          | 2003 - 2010 |
| Gisela Serrano          | 2003        |
| Paulo Pires             | 2003        |
| Júlio Magalhães         | 2003        |
| Leonor Poeiras          | 2003 - 2020 |
| José Carlos Araújo      | 2003 - 2004 |
| Marisa Cruz             | 2004 - 2024 |
| Vanessa Oliveira        | 2004 - 2005 |
| José Pedro Vasconcelos  | 2004 - 2010 |
| Tatiana Figueiredo      | 2004 - 2023 |
| Daniela Ruah            | 2005        |
| Marta Crawford          | 2005 - 2006 |
| Catarina Morazzo        | 2005 - 2008 |
| José Castelo Branco     | 2005        |
| João Paulo Sacadura     | 2005 - 2010 |
| João Kléber             | 2005 - 2008 |
| João Kléber             | 2022        |
| Manuel Melo             | 2004        |
| Manuel Melo             | 2006 - 2008 |
| Manuel Melo             | 2012 - 2021 |
| Carlos Afonso           | 2006 - 2007 |
| Liliana Aguiar          | 2007 - 2010 |
| Liliana Aguiar          | 2012 - 2013 |
| Raquel Matos Cruz       | 2007 - 2008 |
| Jorge Kapinha           | 2008 - 2010 |
| Andreia Teles           | 2008 - 2010 |
| Joana Cruz              | 2008 - 2009 |
| Andreia Rodrigues       | 2008        |
| Teresa Peres            | 2008        |
| Pedro Fernandes         | 2008 - 2009 |
| Pedro Fernandes         | 2019 - 2021 |
| Alexandra Lencastre     | 2009        |
| Alexandra Lencastre     | 2013        |
| Alexandra Lencastre     | 2019        |
| Herman José             | 2009        |
| Pedro Granger           | 2009 - 2010 |
| Pedro Granger           | 2019        |
| Paulo Sérgio dos Santos | 2009 - 2010 |
| Yoshi Amao              | 2009 - 2010 |
| Ana Lúcia Matos         | 2010 - 2011 |
| Ana Lúcia Matos         | 2017 - 2020 |
| Fátima Lopes            | 2010 - 2021 |
| Gabriela Relvas         | 2010 - 2011 |
| Marcos Pinto            | 2011        |
| Isabel Silva            | 2011 - 2021 |
| Rita Pereira            | 2011 - 2023 |
| João Paulo Rodrigues    | 2012 - 2013 |
| Valter Carvalho         | 2012 - 2013 |
| João Mota               | 2012        |
| Vera Fernandes          | 2013 - 2015 |
| Olívia Ortiz            | 2013 - 2019 |
| Pimpinha Jardim         | 2014 - 2022 |
| Mário Figueiredo        | 2014 - 2018 |
| Gustavo Santos          | 2014 - 2020 |
| José Carlos Pereira     | 2015        |
| Marta Andrino           | 2015 - 2019 |
| Santiago Lagoá          | 2015 - 2023 |
| Ruben Rua               | 2016 - 2025 |
| Kelly Baron             | 2016 - 2020 |
| Helena Isabel Patrício  | 2016 - 2020 |
| Diana Brites            | 2016 - 2018 |
| Érica Cardoso           | 2016 - 2018 |
| Ana Ferreira            | 2018 - 2020 |
| Inês Gutierrez          | 2016 - 2022 |
| Bruno Cabrerizo         | 2016 - 2017 |
| Bruno Cabrerizo         | 2024        |
| Ljubomir Stanisic       | 2017 - 2020 |
| Ana Sofia Martins       | 2017 - 2020 |
| Adriano Toloza          | 2017 - 2018 |
| Sérgio Henrique         | 2018 - 2019 |
| Júlia Palha             | 2018 - 2019 |
| Luana Piovani           | 2019        |
| Luís Borges             | 2019 - 2022 |
| Isabel Figueira         | 2019 - 2022 |
| Sofia Vasconcelos       | 2020 - 2023 |
| Sofia Ribeiro           | 2020 - 2022 |
| Marco Horácio           | 2020        |
| Rúben Vieira            | 2020 - 2023 |
| Helena Coelho           | 2020 - 2022 |
| Ana Garcia Martins      | 2020        |
| Ana Garcia Martins      | 2022        |
| Ana Arrebentinha        | 2021        |
| Fanny Rodrigues         | 2021 - 2024 |
| Sara Sousa Pinto        | 2021 - 2024 |
| David Carreira          | 2022 - 2023 |
| Gilmário Vemba          | 2022        |
| Marta Gil               | 2023        |
| Kelly Bailey            | 2023        |
| Margarida Corceiro      | 2023        |
| Rui Simões              | 2024        |
| Toy                     | 2025        |
| Rebeca Caldeira         | 2025        |
| Diogo Amaral            | 2025        |

## Jornalistas

#### Atuais
| Jornalistas                  | Anos             |
| ---------------------------- | ---------------- |
| Victor Bandarra              | 1993 - presente  |
| Lurdes Baeta                 | 1993 - presente  |
| José Gabriel Quaresma        | 1995 - presente  |
| Paulo Pereira                | 1997 - presente  |
| Pedro Carvalhas              | 1998 - presente  |
| Conceição Queiroz            | 1999 - presente  |
| Raquel Matos Cruz            | 2000 - presente  |
| José Carlos Araújo           | 2000 - presente  |
| Miguel Fernandes             | 2000 - 2008      |
| Miguel Fernandes             | 2016 - presente  |
| Joaquim Sousa Martins        | 2003 - presente  |
| Pedro Bello Moraes           | 2003 - presente  |
| Frederico Mendes de Oliveira | 2004 - presente  |
| Ana Sofia Cardoso            | 2004 - presente  |
| Sílvia Martins               | 2004 - presente  |
| Hugo Matias                  | 2005 - presente  |
| Ana Guedes Rodrigues         | 2009 - 2011      |
| Ana Guedes Rodrigues         | 2021 - presente  |
| Rita Rodrigues               | 2009 - presente  |
| Maria João Rosa              | 2009 - presente  |
| José Alberto Carvalho        | 2011 - presente  |
| Pedro Santos Guerreiro       | 2011 - presente  |
| João Pedro Rodrigues         | 2014 - 2022      |
| João Pedro Rodrigues         | 2023 - presente  |
| João Póvoa Marinheiro        | 2015 - presente  |
| Catarina Cardoso             | 2016 - presente  |
| Andreia Palmeirim            | 2016 - presente  |
| Francisco David Ferreira     | 2016 - presente  |
| Sara Sousa Pinto             | 2018 - presente  |
| Carla Rodrigues              | 2019 - presente  |
| Anselmo Crespo               | 2020 - presente  |
| Pedro Benevides              | 2020 - presente  |
| João Fernando Ramos          | 2020 - presente  |
| Sara Pinto                   | 2021 - presente  |
| Joaquim Franco               | 2021 - presente  |
| Andreia Vale                 | 2021 - presente  |
| Carla Moita                  | (sem informação) |
| Daniela Rodrigues            | (sem informação) |
| André Carvalho Ramos         | (sem informação) |
| Isaura Quevedo               | (sem informação) |
| Rita Barão Mendes            | (sem informação) |
| Luís Varela de Almeida       | 2021 - presente  |
| Cátia Nobre                  | 2021 - presente  |
| Pedro Filipe Silva           | 2021 - presente  |
| Nuno Santos                  | 2021 - presente  |
| André Neto de Oliveira       | 2021 - presente  |
| Sara de Melo Rocha           | 2021 - presente  |
| Cláudio Carvalho             | 2021 - presente  |
| Alexandre Évora              | 2021 - presente  |
| Diana Bouça-Nova             | 2021 - presente  |
| Sandra Felgueiras            | 2022 - presente  |
| Ricardo Nunes                | 2022 - presente  |
| Nuno de Sousa Moreira        | 2024 - presente  |
| Estela Machado               | 2025 - presente  |

#### Antigos
| Jornalistas          | Anos        |
| -------------------- | ----------- |
| Artur Albarran       | 1993 - 1996 |
| Ana Lourenço         | 1994 - 2000 |
| Clara de Sousa       | 1993 - 1996 |
| Paula Magalhães      | 1993 - 2019 |
| Paulo Salvador       | 1994 - 2025 |
| José Carlos Castro   | 1994 - 2012 |
| Júlio Magalhães      | 1999 - 2012 |
| Júlio Magalhães      | 2021 - 2024 |
| Manuela Moura Guedes | 2000 - 2005 |
| Manuela Moura Guedes | 2008 - 2009 |
| Cristina Reyna       | 1995 - 2023 |
| Susana Pinto         | 1997 - 2020 |
| Henrique Garcia      | 2000 - 2018 |
| Ana Sofia Vinhas     | 2000 - 2008 |
| Pedro Pinto          | 2000 - 2020 |
| Rute Cruz            | 2007 - 2008 |
| Patrícia Matos       | 2007 - 2020 |
| Paulo Magalhães      | 2009 - 2016 |
| Paulo Magalhães      | 2021 - 2023 |
| Vítor Moura          | 2009 - 2025 |
| Cláudia Lopes        | 2009 - 2019 |
| Cláudia Lopes        | 2020 - 2021 |
| Marcos Pinto         | 2009 - 2013 |
| Marcos Pinto         | 2014 - 2023 |
| Judite de Sousa      | 2011 - 2019 |
| Judite de Sousa      | 2021 - 2022 |
| Pedro Mourinho       | 2020 - 2022 |

## Programação
- Lista de Programas TVI
- Lista de programas infantis da TVI

### Ficção
- Lista de telenovelas nacionais da TVI
- Lista de telenovelas internacionais da TVI
- Lista de séries nacionais da TVI
- Lista de minisséries nacionais da TVI

### Séries Internacionais
- 1993 - Uma Casa na Pradaria
- 1993 - Alf
- 1993-1997 - O Justiceiro
- 1993-1997 - MacGyver
- 1993-1997 - Esquadrão Classe A
- 1993-2001 - Marés Vivas
- 1994 - Ficheiros Secretos
- 1998-2001 - Profiler
- 1998-2001 - Seinfeld
- 2000-2001 - Psi Factor
- 2004-2005 | 2008-2009 - Investigação Criminal
- 2005 - Velocidade Perigosa
- 2005 - Las Vegas
- 2005-2007 - Que Loucura de Família
- 2005-2012 - Dr. House
- 2006 - Dias de Verão
- 2006 - No Limite do Mal
- 2006-2008 - Numb3rs
- 2006-2007 - Medium
- 2006-2007 - Nip/Tuck
- 2006-2008 - Os Escolhidos
- 2007 - O Império Romano
- 2007 - Queridos Sogros
- 2008 - Sexo, Dinheiro e... Poder
- 2008 - Sem Escrúpulos
- 2008 - Máfia de Saltos Altos
- 2008-2009 - Unidade Especial
- 2009-2020 - Castle
- 2010-2012 - Glee
- 2010 - Medium
- 2010-2012 - Lie to Me
- 2010-2012 - Apanha-me se Puderes
- 2011-2025 - Hawai: Força Especial
- 2011 - Os Olhos de Angela
- 2011 - O Escritório
- 2015 - Defesa à Medida
- 2014-2016 - Chicago Fire

## Audiências

### Globais
| 1993                  | 1994  | 1995  | 1996  | 1997  | 1998  | 1999  | 2000  | 2001  | 2002  |
| --------------------- | ----- | ----- | ----- | ----- | ----- | ----- | ----- | ----- | ----- |
| 6,6%[ligação inativa] | 14,7% | 13,8% | 12,3% | 12,1% | 13,1% | 17,4% | 20,8% | 31,9% | 31,4% |

| 2003  | 2004  | 2005  | 2006  | 2007  | 2008  | 2009  | 2010  | 2011  | 2012  | 2013  | 2014  |
| ----- | ----- | ----- | ----- | ----- | ----- | ----- | ----- | ----- | ----- | ----- | ----- |
| 28,5% | 28,9% | 30,0% | 30,0% | 29,0% | 30,5% | 28,7% | 27,5% | 25,7% | 26,7% | 24,6% | 23,5% |

| Ano  | Janeiro | Fevereiro | Março | Abril | Maio  | Junho | Julho | Agosto | Setembro | Outubro | Novembro | Dezembro | Média    |
| ---- | ------- | --------- | ----- | ----- | ----- | ----- | ----- | ------ | -------- | ------- | -------- | -------- | -------- |
| 2015 | 23%     | 23%       | 23,3% | 24%   | 23,7% | 22,3% | 21,5% | 20,9%  | 21,6%    | 22,4%   | 21,8%    | 22,5%    | 22,5%    |
| 2016 | 22,4%   | 22,5%     | 22,4% | 22,3% | 22,6% | 20,7% | 20%   | 20,1%  | 21,4%    | 21%     | 20,5%    | 20,9%    | 21,5%    |
| 2017 | 22%     | 21%       | 21,8% | 21,5% | 20,4% | 21,9% | 20,5% | 18,9%  | 20,5%    | 20,4%   | 21,5%    | 20%      | 21,0%    |
| 2018 | 21,2%   | 21,1%     | 21,0% | 20,6% | 20,1% | 19,4% | 20,1% | 18,8%  | 19,5%    | 19,8%   | 19,5%    | 20%      | 20% (1°) |
| 2019 | 19,0%   | 18,5%     | 18,0% | 16,9% | 16,4% | 14,9% | 14,3% | 12,8%  | 15,7%    | 13,9%   | 14,1%    | 14,2%    | 15,6%    |
| 2020 | 13,9%   | 14,2%     | 13,3% | 13,8% | 14,5% | 14,6% | 15,5% | 15,6%  | 16,7%    | 16,5%   | 16,6%    |          | 15,2%    |
| 2021 | 16,8%   | 17,5%     | 17,8% | 17,5% | 17,2% | 17,3% | 16,2% | 16,4%  | 17,4%    | 16,7%   | 16,4%    | 15,7%    | 16,9%    |
| 2022 | 16,9%   | 17,3%     | 16,6% | 16,6% | 16,5% | 14,9% | 14,2% | 13,8%  | 14,9%    | 15,4%   | 15,8%    | 15,2%    | 15,7%    |
| 2023 | 14,9%   | 15,4%     | 15,2% | 14,8% | 14,3% | 13,9% | 14,0% | 13,5%  | 14,1%    |         |          | 13,9%    |          |
| 2024 | 15,3%   | 15,4%     | 14,9% | 15,4% | 16%   | 15,1% |       |        |          |         |          |          |          |

### Recordes
| Programas de entretenimento e ficção mais vistos entre 2000 e 2005 |
| ------------------------------------------------------------------ |
| {                                                                  |

| Programas de entretenimento e ficção mais vistos de 2009 |
| -------------------------------------------------------- |
| {                                                        |

| Programas de entretenimento e ficção mais vistos de 2010 |
| -------------------------------------------------------- |
| {                                                        |

| Programas de entretenimento e ficção mais vistos de 2011 |
| -------------------------------------------------------- |
| {                                                        |

| Programas de entretenimento e ficção mais vistos de 2012 |
| -------------------------------------------------------- |
| {                                                        |

| Programas de entretenimento e ficção mais vistos de 2013 |
| -------------------------------------------------------- |
| {                                                        |

| Programas de entretenimento e ficção mais vistos de 2014 |
| -------------------------------------------------------- |
| {                                                        |

| Programas de entretenimento e ficção mais vistos de 2015 |
| -------------------------------------------------------- |
| {                                                        |

| Programas de entretenimento e ficção mais vistos de 2016 |
| -------------------------------------------------------- |
| {                                                        |

| Programas de entretenimento e ficção mais vistos de 2017 |
| -------------------------------------------------------- |
| {                                                        |

| Programas de entretenimento e ficção mais vistos de 2018 |
| -------------------------------------------------------- |
| {                                                        |

## Logótipos da TVI
- Fevereiro de 1993 - Fevereiro de 1995 - O primeiro logótipo da TVI era um 4 amarelo num rectângulo vermelho e houve raramente uma variação de cor. O canal era conhecido como "a Quatro" ou "televisão independente".
- Fevereiro 1995 - Setembro de 1996 - A TVI lançou um novo logótipo com as letras do nome do canal. O "T" em azul, o "V" em verde e o "I" em vermelho.
- Setembro de 1996 - Setembro de 2000 - A TVI lançou um novo logótipo. Uma esfera prateada com a letra "I", no centro, com várias cores.
- Setembro de 2000 - Fevereiro 2014 - O logótipo estreou a 3 de Setembro de 2000, sendo concebido em Portugal e desenvolvido nos EUA. O logótipo no canto superior esquerdo era só a parte preta com o i amarelo e as faixas vermelha e azul em volta e tinha animação no i com uma sobra que ia da esquerda para a direita. O logótipo que está em baixo e que tem tvi em fundo amarelo era mais utilizado em carrinhas de reportagem ou na impressa. Em 2013, a TVI renovou o logótipo de acordo com o seu 20.º aniversário.
- Fevereiro 2014 - Fevereiro 2017 - No dia do aniversário, a TVI em 2014, a TVI fez uma pequena mudança no seu logótipo,pouco significativa.
- Fevereiro 2017 - Presente - No 24.° aniversário às 20h, a TVI altera por completo o grafismo e o logótipo do canal,acabando com o logótipo que usou durante 16 anos. O novo logótico apareceu no Jornal das 8.

## Slogans da TVI
- 1999 - Setembro de 2000: Um universo de emoções.
- Setembro de 2000 - Junho de 2012: Uma televisão feita por si.
- Junho de 2012 - Setembro de 2020: Juntos, criamos a sua televisão. (campanha institucional especial da Media Capital)
- Fevereiro de 2018 - Março de 2018: Juntos, celebramos a sua televisão. (25.º Aniversário)
- Fevereiro de 2020: TVI 2020: a mudança começou.
- Setembro de 2020 - Dezembro de 2020: Está nas nossas vidas.
- Janeiro de 2021 - Fevereiro de 2023 : Estamos aqui por si
- Fevereiro de 2023 - presente : Temos tudo a ver

## Canais TVI

### Atuais
| Canal             | Descrição | Slogan                | Fundação                                                                    |
| ----------------- | --- | --------------------- | --------------------------------------------------------------------------- |
| TVI               | Canal generalista com programação variada disponível no cabo, satélite, ADSL e disponível também na TDT Portugal sempre na posição 4. É o canal base do grupo Media Capital com os concorrentes RTP1, RTP2 (canais públicos) e SIC (privado). | Temos tudo a ver      | 20 de fevereiro de 1993 (32 anos)                                           |
| TVI Reality       | Canal inteiramente dedicado aos reality shows (exclusivo da NOS desde 2015 até 2020, quando chega também à MEO). | TODA A GENTE VÊ       | 3 de outubro de 2015 (9 anos)                                               |
| TVI Internacional | Canal dedicado a transmitir os programas da TVI para as comunidades lusófonas espalhadas pelo mundo. A sua programação é composta por programas dos canais da TVI, tendo também alguns programas de produção própria.                         | Está nas nossas vidas | 30 de maio de 2010 (15 anos)                                                |
| CNN Portugal      | Canal transmitido no cabo dedicado a programas de informação nacional e internacional. | Em todas as frentes   | 22 de novembro de 2021 (3 anos)                                             |
| V+ TVI            | Segundo Canal generalista, no caso com transmissão por cabo, dedicado a programas de entretenimento, informação, desporto, ficção nacional produzida pela TVI e ficção internacional.                                                         | O canal que faltava   | 9 de agosto de 2024 (1 ano)                                                 |
| TVI Ficção        | Canal dedicado à ficção nacional produzida pela TVI, foi substituído pelo V+TVI a 9 de agosto de 2024 e regressado como canal FAST exclusivo no TVI Player.                                                                                   | Onde vive a emoção    | 15 de outubro de 2012 (cabo) (12 anos) 13 de fevereiro de 2025 (canal FAST) |

### Descontinuados
- +TVI - canal exclusivo da NOS dedicado ao entretenimento da TVI.
- TVI Eventos e TVI Direct - canais temporários dedicados à transmissão em direto dos reality shows da TVI.[121][122]
- TVI HD - canal exclusivo do MEO dedicado para a transmissão do Euro 2008 em alta definição.[123][124]
- TVI África - canal generalista direcionado a Angola e Moçambique.[125]
- TVI24 - canal de informação, que foi substituído pela CNN Portugal a 22 de Novembro de 2021.

## Serviços da TVI
| Serviço             | Descrição |
| ------------------- | --- |
| TVI Online          | A TVI criou o seu sítio oficial na Internet no ano de 1997, mas foi a partir do ano 2000 que passou a apostar mais nesta área. No ano de 2009 quando estreou o canal TVI24, renovou a sua página na Internet e juntamente com a TVI24 arrancou também o sítio do canal de notícias. Para além dos sítios da TVI e da TVI24, também a série juvenil Morangos com Açúcar tem a sua própria página na Internet. A TVI e a TVI24 têm também páginas nas redes sociais Facebook e Twitter. |
| TVI Player          | A TVI lançou no início de 2015 uma plataforma digital que possibilita a visualização de conteúdo em direto e programação on demand de todos os canais do universo TVI em qualquer dispositivo, a qualquer altura e gratuitamente. Também oferece a transmissão em direto do canal agora exclusivo a partir de 13 de fevereiro de 2025, a TVI Ficção. |
| Aplicação para iPad | A TVI lançou no início de 2012 uma aplicação para iPad. Assistir em direto às emissões ou aceder à programação são duas das funcionalidades. A aplicação foi desenvolvida para potenciar a visualização dos conteúdos do canal neste dispositivo. A TVI24 também tem uma aplicação para iPad e iPhone. |
| TVI Teletexto       | O Teletexto TVI dispões de um serviço noticioso, actualizado 24h/dia, todos os dias da semana. Permite encontrar informações sobre novelas, filmes e séries da TVI, incluindo a grelha de programação dos mesmos. Meteorologia, trânsito e cinema são também alguns dos serviços em oferta. Um guia de lazer, com variadas ideias para os espectadores, está também presente. |